# Мански рејон
Мански рејон (рус. Манский район) је општински рејон у централном делу Краснојарске Покрајине, Руске Федерације.
Административни центар рејона је насеље Шалинскоје (рус. Шалинское).
Подручје се налази у централном делу Краснојарске Покрајине. Дужина округа од севера до југа је 197 км. Њена површина 5.976 км². Кроз рејон протиче река Мана, по којој рејон и носи име.
Овај рејон је познат по многобројним и врло занимљивим пећинама. Најдужа пећина у рејона је Велика Орешнаја (рус. Большая Орешная), а друга је по дужини у целој Русији.
У рејону се налазе и пећине: Баџејскаја (рус. Баджейская), Сенка (рус. Тёмная), Ледена (рус. Ледяная), Бела (рус. Белая), Медвеђа (рус. Медвежья), које су део природног споменика од регионалног значаја, заједно назване „Баџејске пећине“ и као такве, заштићене се од државе као јединствено станиште ретких врста флоре и фауне.
Суседни територије рејона су:
- север и северозапад: Бјерјозовски рејон;
- североисток: Ујарски рејон;
- југоисток: Партизански рејон;
- југ: Курагински рејон;
- југозапад: Балахтински рејон.

Укупна површина рејона је 5.976 km².
Укупан број становника рејона је 15.849 (2014).